# Кораблинский завод модульных конструкций
Кораблинский завод модульных конструкций — завод производящий металлоконструкции, а также занимающийся возведением быстровозводимых зданий.
Предприятие находится в городе Кораблино Кораблинского района Рязанской области.

## История
Завод был основан 26 октября 1976 года как «Кораблинский ремонтно-механический завод» (КРМЗ) и входил в объединение «Нечерноземремэкскаватор» Главнечерноземводстроя Министерства мелиорации и водного хозяйства СССР. Основное назначение завода — капитальный ремонт мелиоративных экскаваторов-дреноукладчиков ЭТЦ-202, а также изготовление погрузчиков-экскаваторов ПЭ-0.8Б и запчастей, опрессовщика асбестоцементных труб, установки для изготовления фильтров пластмассовых дренажных труб.
С 1991 года КРМЗ был переименован в «Завод металлических конструкций» (ЗМК) в составе Межрегионального научно-производственного концерна «НЭКСИ», а в 1992 году реорганизован в акционерное общество открытого типа «Модуль». В 2005 году ОАО «Модуль» реорганизовано в «Кораблинский завод модульных конструкций» (КЗМК) и вошло в состав производственно-строительного холдинга «Зентал Групп».
Основные направления производственной деятельности завода с 1991 года по 2005 год — изготовление металлоконструкций типа «Пионер», представляющих собой сборно-разборные здания из секций складывающего типа УСРЗ-7003 и СРЗ-11911. Затем завод переориентировался на выпуск зданий на основе конструкций из ферм, рам, тонкостенных оцинкованных стальных профилей. Основную часть комплектующих для зданий теперь завод производит сам.
В 2015 году была начата процедура банкротства, на начало 2020 года завод закрыт и не работает.